# Jean de Dol
Jean de Dol ou Jean III ou IV de Dol (mort le 27 janvier 1177) est un archevêque de Dol de vers 1163 à 1177.

## Biographie
Jean III ou IV de Dol d'origine inconnue succède à Roger du Homet ou d'Humez mort en 1163. Son accession au siège est contemporaine de la fin de l'épiscopat de Jean de la Grille Saint-Malo mort en 1163. En 1174 il obtient la confirmation par le Pape Alexandre III des donations faites en faveur de l'église de Dol. Il meurt le 27 janvier 1177 et il a comme successeur le futur cardinal italien Rolland né à Pise

## Source
- Arthur de La Borderie, Histoire de la Bretagne, vol. III, Mayenne, Joseph Floch (réédition), 1975, 622 p., p. 205 et 322.  Histoire de la métropole de Dol au XIe et XIIe siècles